# Cheumatopsyche hageni
Cheumatopsyche hageni is een schietmot uit de familie Hydropsychidae. De soort komt voor in het Oriëntaals gebied.